# Kurt Thomas (Offizier)
Kurt Thomas (* 2. März 1896 in Bünde; † 5. Mai 1943) war ein deutscher Generalleutnant sowie vom 15. Februar 1940 bis 15. Oktober 1942 Kommandant des Führerhauptquartiers.

## Leben
Am 15. April 1914 trat Thomas als Fahnenjunker in die Preußische Armee ein. Bis zum Ende des Ersten Weltkriegs stieg er zum Leutnant auf und erhielt sowohl das Verwundetenabzeichen in Schwarz als auch beide Klassen des Eisernen Kreuzes.
Nach dem Krieg wurde er in die Reichswehr übernommen und am 1. April 1925 zum Oberleutnant im 13. (Preußisches) Reiter-Regiment befördert sowie in der 2. Eskadron in Hannover eingesetzt. Ab 1930 war er Rittmeister und als solcher ab 1. Oktober 1933 bei der 6. (Preußischen) Kraftfahr-Abteilung. Am 1. Dezember 1935 wurde er zum Major befördert. Zuvor war er am 15. Oktober 1935 zur 3. Panzer-Brigade versetzt worden. Nach weiteren unterschiedlichen Verwendungen in der Wehrmacht wurde der überzeugte Nationalsozialist Thomas am 15. Februar 1940 zum Kommandanten des Führerhauptquartiers ernannt. Ab Mitte Oktober 1942 war er verantwortlich für die Aufstellung und die Gräueltaten innerhalb der Strafdivision 999, die später in Afrikadivision 999 umbenannt wurde. Bei der Verlegung seines Stabes wurde sein Flugzeug in der Nacht vom 5. auf 6. Mai 1943 über dem Mittelmeer vermutlich von Nachtjägern abgeschossen. Posthum wurde er im August 1943 mit Wirkung zum 1. Mai 1943 zum Generalleutnant befördert.